# Stalltjärnstugan

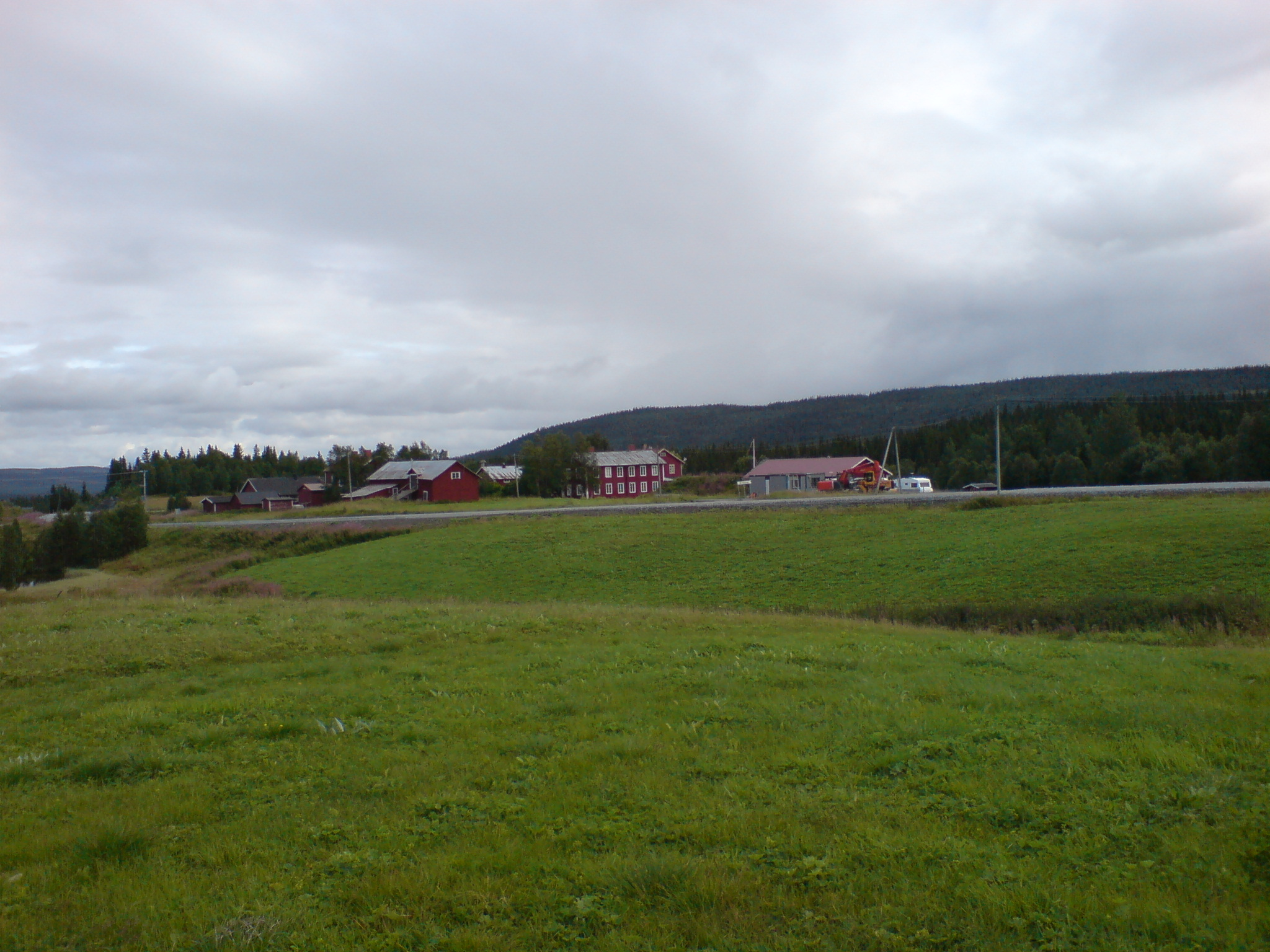
Stalltjarnstugan

Stalltjärnstugan är en by utmed Skalstugevägen i Åre kommun, Jämtland

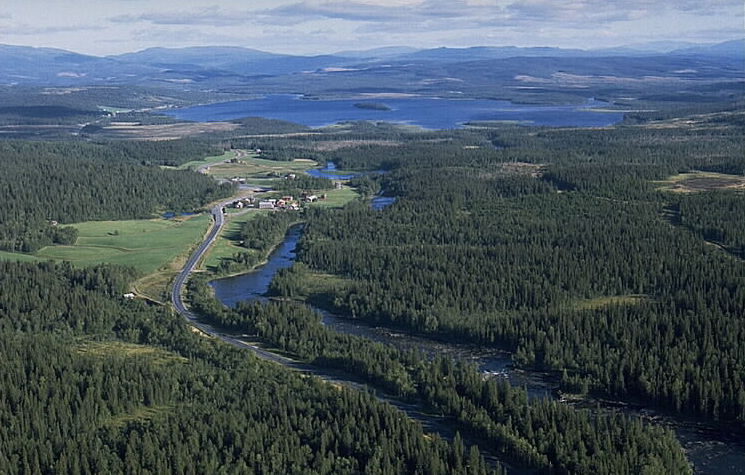
Flygbild, från väster

Byn ligger cirka  17 km från E14 och cirka 35 km från norska gränsen. Byn har 8 fast boende invånare.  Närmsta by väster om Stalltjärnstugan är Moan (5km) och därefter Medstugan. Närmaste by i öster är Bodsjöbränna.